# 비스와강 보도교

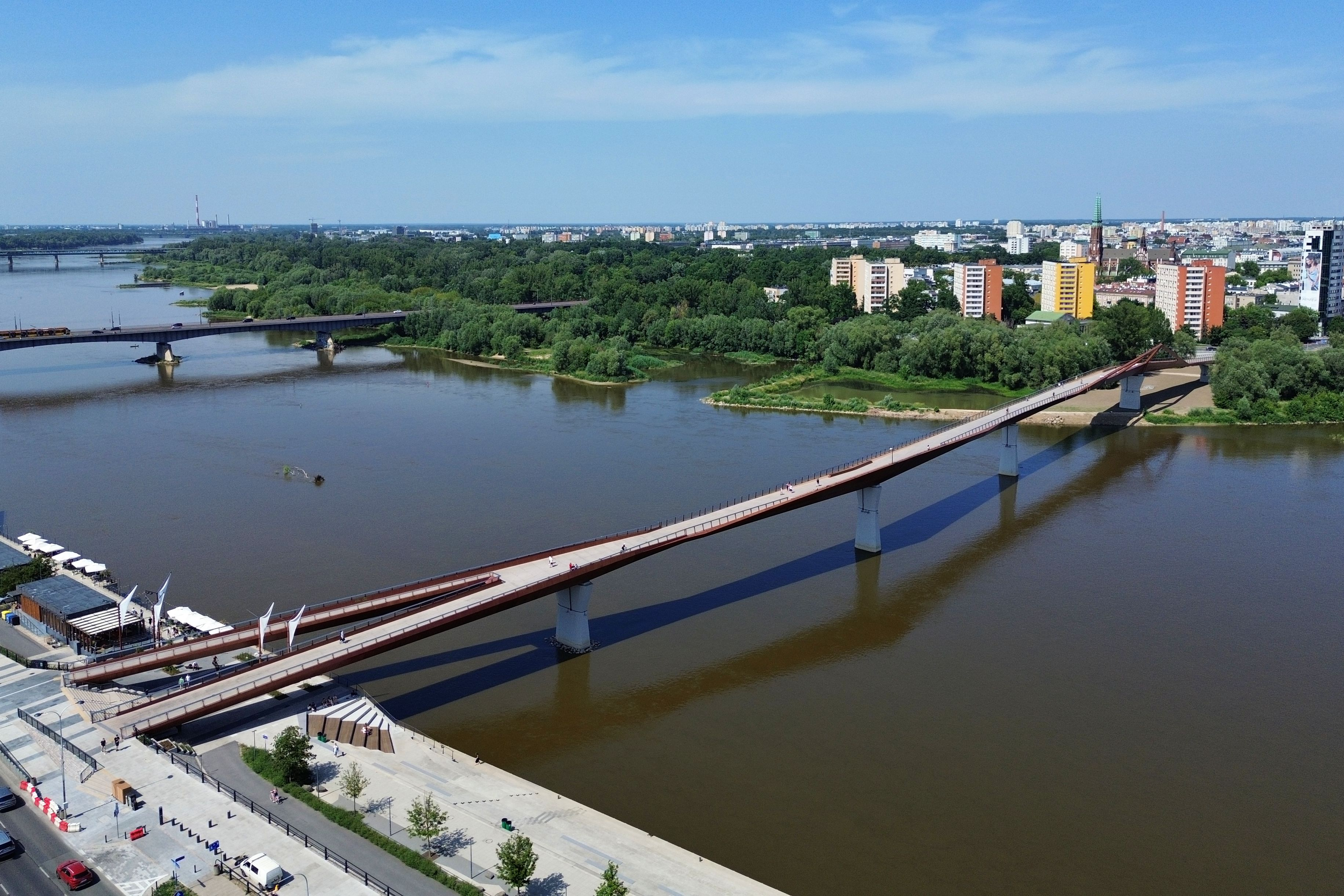
비스와강 보도교 (2023년)

비스와강 보도교(폴란드어: Kładka na Wiśle)는 폴란드 마조프셰주 바르샤바에 있는 비스와강을 가로지르는 보도교다.

## 건설
교량은 카로바 거리와 오크르제이 거리를 연결하기 위한 것이었다. 이는 교통 및 관광 역할을 하기 위함이다. 2017년 8월 보도교 설계공모 당시 도로청장은 보행교가 2~3년 내에 완공될 것이라고 발표했다. 공모에는 40개 작품이 출품됐다. 2017년 9월, 바르샤바의 Schüßler-Plan Inżynierzy와 런던의 DKFS 아키텍츠의 디자인을 선택했다고 발표되었다. 교차로 건설은 2019년에 시작될 예정이었다. 보도교 설계 계약은 2018년 3월 2일에 체결되었다. 같은 해 11월에는 입지 결정이 내려지고 2021년 봄까지 공사를 완료하겠다는 계약자 입찰이 공고됐다.
2019년 3월, 프로젝트가 지연되었지만 작업 완료를 위한 최종 마감일은 2021년으로 유지될 것이라고 발표되었다. 유사한 상황이 7월에도 발생했으며 같은 해 12월에도 추가적인 지연이 보고되었다. 2020년 7월에는 투자실행 일정 미비 및 건설자금 확보 부족이라는 보도가 있었다.
2021년 3월, 바르샤바 당국은 보도교 건설 아이디어를 다시 추진하고 프로젝트 감독을 바르샤바 도로 당국에 위임한다고 발표했다. 2021년 10월 14일 계약자 선정이 발표되었고, 11월 23일 계약자와 계약이 체결되었다.
2022년 8월, 보행교 이름 공모가 발표되었고, 아그라프카(Agrafka)라는 이름이 선정되었다. 하지만 바르샤바 의회에서 이 이름을 정할 것이라는 보장은 없다.
보도교 공사는 2022년 3월 시작됐다. 2022년 12월 철근콘크리트 기둥 시공이 완료되었다. 2023년 4월에 첫 번째 스팬이 설치되었다. 2023년 10월에 마지막 경간이 설치되었고 보행도가 비스와강의 양쪽 강둑을 연결했다. 2024년 3월 28일 보도교가 개통되었다.